# 螺旋銀河
『螺旋銀河』（らせんぎんが）は、2014年の日本のドラマ映画。草野なつかの初長編監督作品である。

## あらすじ
シナリオ学校に通う綾の原稿が学校課題のラジオドラマに選ばれるが、共同執筆者を立てることが放送の条件とされる。綾は会社の同僚・幸子のおとなしい性格に目を付けて、共同執筆者に仕立て上げようとする。

## キャスト
- 澤井綾 - 石坂友里
- 深田幸子 - 澁谷麻美
- 寛人 - 中村邦晃
- 恩地徹
- 石橋征太郎

## 製作
本作は、シネアスト・オーガニゼーション大阪の助成を受けて製作された。撮影は2013年12月に10日間で行われた。

## 上映
2014年3月12日、第9回大阪アジアン映画祭のインディ・フォーラム部門にてプレミア上映される。2015年9月26日より一般公開される。

## 評価
『The Japan Times』のマーク・シリングは、「対等ではなく人為的だった2人の女性の関係が真のパートナーシップへと発展していくさまが、穏やかな叙情とともに描かれている」と指摘し、本作に5つ星満点の4つ星を与えた。
2014年、第14回ニッポン・コネクションにて、ニッポン・ビジョン審査員賞を受賞した。同年、第11回SKIPシティ国際Dシネマ映画祭にて、監督賞とSKIPシティ・アワードを受賞した。